# Eleições legislativas portuguesas de 1991 no distrito de Lisboa
| Eleições legislativas portuguesas de 1991 Distritos: Aveiro \| Beja \| Braga \| Bragança \| Castelo Branco \| Coimbra \| Évora \| Faro \| Guarda \| Leiria \| Lisboa \| Portalegre \| Porto \| Santarém \| Setúbal \| Viana do Castelo \| Vila Real \| Viseu \| Açores \| Madeira \| Estrangeiro |

## Resultados por Concelho
Os resultados nos concelhos do Distrito de Lisboa foram os seguintes:

### Alenquer
| Partido                 | Partido                           | Votos  | %               | +/-  |
| ----------------------- | --------------------------------- | ------ | --------------- | ---- |
|                         | Partido Social Democrata          | 7 999  | 39,55 / 100,00  | 2,86 |
|                         | Partido Socialista                | 6 902  | 34,13 / 100,00  | 7,12 |
|                         | Coligação Democrática Unitária    | 2 877  | 14,23 / 100,00  | 4,60 |
|                         | Centro Democrático e Social       | 637    | 3,15 / 100,00   | 0,37 |
|                         | PCTP/MRPP                         | 369    | 1,82 / 100,00   | 0,88 |
|                         | Partido da Solidariedade Nacional | 324    | 1,60 / 100,00   | Novo |
|                         | Partido Socialista Revolucionário | 297    | 1,47 / 100,00   | 0,69 |
|                         | Outros                            | 410    | 2,03 / 100,00   |      |
| Votos Inválidos         | Votos Inválidos                   | 409    | 2,02 / 100,00   | 0,59 |
| Total                   | Total                             | 20 224 | 100,00 / 100,00 |      |
| Eleitorado/Participação | Eleitorado/Participação           | 28 827 | 70,16 / 100,00  | 4,10 |

### Amadora
| Partido                 | Partido                           | Votos   | %               | +/-  |
| ----------------------- | --------------------------------- | ------- | --------------- | ---- |
|                         | Partido Social Democrata          | 41 225  | 40,40 / 100,00  | 0,29 |
|                         | Partido Socialista                | 32 219  | 31,58 / 100,00  | 9,78 |
|                         | Coligação Democrática Unitária    | 16 278  | 15,95 / 100,00  | 5,17 |
|                         | Centro Democrático e Social       | 2 976   | 2,92 / 100,00   | 0,43 |
|                         | Partido da Solidariedade Nacional | 2 812   | 2,76 / 100,00   | Novo |
|                         | Partido Socialista Revolucionário | 1 910   | 1,87 / 100,00   | 1,32 |
|                         | PCTP/MRPP                         | 1 260   | 1,23 / 100,00   | 0,79 |
|                         | Outros                            | 1 429   | 1,40 / 100,00   |      |
| Votos Inválidos         | Votos Inválidos                   | 1 929   | 1,89 / 100,00   | 0,40 |
| Total                   | Total                             | 102 038 | 100,00 / 100,00 |      |
| Eleitorado/Participação | Eleitorado/Participação           | 148 228 | 68,84 / 100,00  | 5,09 |

### Arruda dos Vinhos
| Partido                 | Partido                           | Votos | %               | +/-  |
| ----------------------- | --------------------------------- | ----- | --------------- | ---- |
|                         | Partido Social Democrata          | 2 160 | 43,65 / 100,00  | 5,47 |
|                         | Partido Socialista                | 1 674 | 33,83 / 100,00  | 5,73 |
|                         | Coligação Democrática Unitária    | 474   | 9,58 / 100,00   | 3,61 |
|                         | Centro Democrático e Social       | 159   | 3,21 / 100,00   | 0,24 |
|                         | PCTP/MRPP                         | 96    | 1,94 / 100,00   | 1,15 |
|                         | Partido da Solidariedade Nacional | 81    | 1,64 / 100,00   | Novo |
|                         | Partido Renovador Democrático     | 63    | 1,27 / 100,00   | 9,05 |
|                         | Partido Socialista Revolucionário | 60    | 1,21 / 100,00   | 0,48 |
|                         | Outros                            | 61    | 1,23 / 100,00   |      |
| Votos Inválidos         | Votos Inválidos                   | 120   | 2,24 / 100,00   | 0,30 |
| Total                   | Total                             | 4 948 | 100,00 / 100,00 |      |
| Eleitorado/Participação | Eleitorado/Participação           | 7 560 | 65,45 / 100,00  | 2,52 |

### Azambuja
| Partido                 | Partido                           | Votos  | %               | +/-   |
| ----------------------- | --------------------------------- | ------ | --------------- | ----- |
|                         | Partido Social Democrata          | 4 105  | 36,46 / 100,00  | 2,47  |
|                         | Partido Socialista                | 3 935  | 34,95 / 100,00  | 10,34 |
|                         | Coligação Democrática Unitária    | 1 661  | 14,75 / 100,00  | 5,18  |
|                         | Centro Democrático e Social       | 300    | 2,66 / 100,00   | 0,64  |
|                         | Partido da Solidariedade Nacional | 253    | 2,25 / 100,00   | Novo  |
|                         | PCTP/MRPP                         | 231    | 2,05 / 100,00   | 0,98  |
|                         | Partido Socialista Revolucionário | 202    | 1,79 / 100,00   | 0,94  |
|                         | Partido Renovador Democrático     | 127    | 1,13 / 100,00   | 8,11  |
|                         | Outros                            | 122    | 1,09 / 100,00   |       |
| Votos Inválidos         | Votos Inválidos                   | 323    | 2,87 / 100,00   | 0,28  |
| Total                   | Total                             | 11 259 | 100,00 / 100,00 |       |
| Eleitorado/Participação | Eleitorado/Participação           | 16 703 | 67,41 / 100,00  | 3,26  |

### Cadaval
| Partido                 | Partido                           | Votos  | %               | +/-  |
| ----------------------- | --------------------------------- | ------ | --------------- | ---- |
|                         | Partido Social Democrata          | 4 671  | 56,89 / 100,00  | 1,45 |
|                         | Partido Socialista                | 2 312  | 28,16 / 100,00  | 2,73 |
|                         | Centro Democrático e Social       | 344    | 4,19 / 100,00   | 0,30 |
|                         | Coligação Democrática Unitária    | 251    | 3,06 / 100,00   | 1,15 |
|                         | Partido da Solidariedade Nacional | 155    | 1,89 / 100,00   | Novo |
|                         | Outros                            | 265    | 3,22 / 100,00   |      |
| Votos Inválidos         | Votos Inválidos                   | 213    | 2,60 / 100,00   | 0,78 |
| Total                   | Total                             | 8 211  | 100,00 / 100,00 |      |
| Eleitorado/Participação | Eleitorado/Participação           | 12 094 | 67,89 / 100,00  | 0,24 |

### Cascais
| Partido                 | Partido                           | Votos   | %               | +/-  |
| ----------------------- | --------------------------------- | ------- | --------------- | ---- |
|                         | Partido Social Democrata          | 47 952  | 52,17 / 100,00  | 1,51 |
|                         | Partido Socialista                | 23 132  | 25,17 / 100,00  | 7,16 |
|                         | Coligação Democrática Unitária    | 8 191   | 8,91 / 100,00   | 3,45 |
|                         | Centro Democrático e Social       | 5 125   | 5,58 / 100,00   | 0,67 |
|                         | Partido da Solidariedade Nacional | 2 260   | 2,46 / 100,00   | Novo |
|                         | Partido Socialista Revolucionário | 1 478   | 1,61 / 100,00   | 1,07 |
|                         | Outros                            | 2 251   | 2,45 / 100,00   |      |
| Votos Inválidos         | Votos Inválidos                   | 1 530   | 1,66 / 100,00   | 0,28 |
| Total                   | Total                             | 91 919  | 100,00 / 100,00 |      |
| Eleitorado/Participação | Eleitorado/Participação           | 134 810 | 68,18 / 100,00  | 6,79 |

### Lisboa
| Partido                 | Partido                           | Votos   | %               | +/-  |
| ----------------------- | --------------------------------- | ------- | --------------- | ---- |
|                         | Partido Social Democrata          | 205 744 | 46,25 / 100,00  | 1,51 |
|                         | Partido Socialista                | 128 423 | 28,87 / 100,00  | 8,54 |
|                         | Coligação Democrática Unitária    | 47 848  | 10,76 / 100,00  | 4,16 |
|                         | Centro Democrático e Social       | 22 115  | 4,97 / 100,00   | 0,45 |
|                         | Partido da Solidariedade Nacional | 13 302  | 2,99 / 100,00   | Novo |
|                         | Partido Socialista Revolucionário | 8 898   | 2,00 / 100,00   | 1,40 |
|                         | Outros                            | 10 956  | 2,46 / 100,00   |      |
| Votos Inválidos         | Votos Inválidos                   | 7 545   | 1,70 / 100,00   | 0,11 |
| Total                   | Total                             | 444 831 | 100,00 / 100,00 |      |
| Eleitorado/Participação | Eleitorado/Participação           | 669 176 | 66,47 / 100,00  | 6,25 |

### Loures
| Partido                 | Partido                           | Votos   | %               | +/-  |
| ----------------------- | --------------------------------- | ------- | --------------- | ---- |
|                         | Partido Social Democrata          | 73 774  | 41,18 / 100,00  | 0,88 |
|                         | Partido Socialista                | 57 331  | 32,00 / 100,00  | 9,21 |
|                         | Coligação Democrática Unitária    | 27 649  | 15,43 / 100,00  | 6,02 |
|                         | Centro Democrático e Social       | 4 776   | 2,67 / 100,00   | 0,31 |
|                         | Partido da Solidariedade Nacional | 4 123   | 2,30 / 100,00   | Novo |
|                         | Partido Socialista Revolucionário | 2 920   | 1,63 / 100,00   | 1,11 |
|                         | PCTP/MRPP                         | 2 388   | 1,33 / 100,00   | 0,81 |
|                         | Outros                            | 2 537   | 1,42 / 100,00   |      |
| Votos Inválidos         | Votos Inválidos                   | 3 661   | 2,05 / 100,00   | 0,39 |
| Total                   | Total                             | 179 159 | 100,00 / 100,00 |      |
| Eleitorado/Participação | Eleitorado/Participação           | 252 047 | 71,08 / 100,00  | 4,10 |

### Lourinhã
| Partido                 | Partido                           | Votos  | %               | +/-  |
| ----------------------- | --------------------------------- | ------ | --------------- | ---- |
|                         | Partido Social Democrata          | 8 774  | 70,30 / 100,00  | 2,48 |
|                         | Partido Socialista                | 2 443  | 19,57 / 100,00  | 0,80 |
|                         | Centro Democrático e Social       | 428    | 3,43 / 100,00   | 0,43 |
|                         | Coligação Democrática Unitária    | 192    | 1,54 / 100,00   | 0,79 |
|                         | Partido da Solidariedade Nacional | 145    | 1,16 / 100,00   | Novo |
|                         | Outros                            | 250    | 2,00 / 100,00   |      |
| Votos Inválidos         | Votos Inválidos                   | 249    | 2,00 / 100,00   | 0,74 |
| Total                   | Total                             | 12 481 | 100,00 / 100,00 |      |
| Eleitorado/Participação | Eleitorado/Participação           | 18 763 | 66,52 / 100,00  | 5,92 |

### Mafra
| Partido                 | Partido                           | Votos  | %               | +/-  |
| ----------------------- | --------------------------------- | ------ | --------------- | ---- |
|                         | Partido Social Democrata          | 14 171 | 56,70 / 100,00  | 5,20 |
|                         | Partido Socialista                | 6 291  | 25,17 / 100,00  | 3,91 |
|                         | Coligação Democrática Unitária    | 1 424  | 5,70 / 100,00   | 3,02 |
|                         | Centro Democrático e Social       | 968    | 3,87 / 100,00   | 0,42 |
|                         | Partido da Solidariedade Nacional | 530    | 2,12 / 100,00   | Novo |
|                         | Partido Socialista Revolucionário | 305    | 1,22 / 100,00   | 0,50 |
|                         | PCTP/MRPP                         | 250    | 1,00 / 100,00   | 0,20 |
|                         | Outros                            | 458    | 1,83 / 100,00   |      |
| Votos Inválidos         | Votos Inválidos                   | 596    | 2,38 / 100,00   | 0,66 |
| Total                   | Total                             | 24 993 | 100,00 / 100,00 |      |
| Eleitorado/Participação | Eleitorado/Participação           | 36 891 | 67,75 / 100,00  | 4,09 |

### Oeiras
| Partido                 | Partido                           | Votos   | %               | +/-  |
| ----------------------- | --------------------------------- | ------- | --------------- | ---- |
|                         | Partido Social Democrata          | 41 329  | 45,40 / 100,00  | 2,73 |
|                         | Partido Socialista                | 27 557  | 30,27 / 100,00  | 9,45 |
|                         | Coligação Democrática Unitária    | 9 868   | 10,84 / 100,00  | 4,21 |
|                         | Centro Democrático e Social       | 4 216   | 4,63 / 100,00   | 0,53 |
|                         | Partido da Solidariedade Nacional | 2 608   | 2,87 / 100,00   | Novo |
|                         | Partido Socialista Revolucionário | 1 981   | 2,18 / 100,00   | 1,66 |
|                         | Outros                            | 2 001   | 2,21 / 100,00   |      |
| Votos Inválidos         | Votos Inválidos                   | 1 468   | 1,61 / 100,00   | 0,39 |
| Total                   | Total                             | 91 028  | 100,00 / 100,00 |      |
| Eleitorado/Participação | Eleitorado/Participação           | 127 612 | 71,33 / 100,00  | 4,20 |

### Sintra
| Partido                 | Partido                           | Votos   | %               | +/-  |
| ----------------------- | --------------------------------- | ------- | --------------- | ---- |
|                         | Partido Social Democrata          | 64 006  | 45,39 / 100,00  | 0,43 |
|                         | Partido Socialista                | 43 412  | 30,79 / 100,00  | 8,55 |
|                         | Coligação Democrática Unitária    | 16 654  | 11,81 / 100,00  | 3,86 |
|                         | Centro Democrático e Social       | 4 586   | 3,25 / 100,00   | 0,17 |
|                         | Partido da Solidariedade Nacional | 3 663   | 2,60 / 100,00   | Novo |
|                         | Partido Socialista Revolucionário | 2 438   | 1,73 / 100,00   | 1,21 |
|                         | PCTP/MRPP                         | 1 431   | 1,01 / 100,00   | 0,50 |
|                         | Outros                            | 2 189   | 1,55 / 100,00   |      |
| Votos Inválidos         | Votos Inválidos                   | 2 624   | 1,86 / 100,00   | 0,10 |
| Total                   | Total                             | 141 003 | 100,00 / 100,00 |      |
| Eleitorado/Participação | Eleitorado/Participação           | 202 499 | 69,63 / 100,00  | 4,76 |

### Sobral de Monte Agraço
| Partido                 | Partido                           | Votos | %               | +/-  |
| ----------------------- | --------------------------------- | ----- | --------------- | ---- |
|                         | Partido Social Democrata          | 1 672 | 38,70 / 100,00  | 5,54 |
|                         | Partido Socialista                | 1 111 | 25,72 / 100,00  | 6,62 |
|                         | Coligação Democrática Unitária    | 894   | 20,69 / 100,00  | 9,42 |
|                         | Centro Democrático e Social       | 121   | 2,80 / 100,00   | 0,12 |
|                         | PCTP/MRPP                         | 114   | 2,64 / 100,00   | 1,43 |
|                         | Partido Socialista Revolucionário | 99    | 2,29 / 100,00   | 1,12 |
|                         | Partido da Solidariedade Nacional | 88    | 2,04 / 100,00   | Novo |
|                         | Partido Renovador Democrático     | 48    | 1,11 / 100,00   | 5,58 |
|                         | Outros                            | 67    | 1,55 / 100,00   |      |
| Votos Inválidos         | Votos Inválidos                   | 106   | 2,45 / 100,00   | 0,77 |
| Total                   | Total                             | 4 320 | 100,00 / 100,00 |      |
| Eleitorado/Participação | Eleitorado/Participação           | 6 585 | 65,60 / 100,00  | 2,94 |

### Torres Vedras
| Partido                 | Partido                           | Votos  | %               | +/-  |
| ----------------------- | --------------------------------- | ------ | --------------- | ---- |
|                         | Partido Social Democrata          | 19 734 | 53,85 / 100,00  | 1,69 |
|                         | Partido Socialista                | 10 006 | 27,30 / 100,00  | 6,05 |
|                         | Coligação Democrática Unitária    | 2 942  | 8,03 / 100,00   | 3,48 |
|                         | Centro Democrático e Social       | 1 189  | 3,24 / 100,00   | 0,19 |
|                         | Partido da Solidariedade Nacional | 620    | 1,69 / 100,00   | Novo |
|                         | PCTP/MRPP                         | 434    | 1,18 / 100,00   | 0,48 |
|                         | Partido Socialista Revolucionário | 405    | 1,11 / 100,00   | 0,53 |
|                         | Outros                            | 600    | 1,65 / 100,00   |      |
| Votos Inválidos         | Votos Inválidos                   | 716    | 1,95 / 100,00   | 0,63 |
| Total                   | Total                             | 36 646 | 100,00 / 100,00 |      |
| Eleitorado/Participação | Eleitorado/Participação           | 55 416 | 66,13 / 100,00  | 4,64 |

### Vila Franca de Xira
| Partido                 | Partido                           | Votos  | %               | +/-  |
| ----------------------- | --------------------------------- | ------ | --------------- | ---- |
|                         | Partido Social Democrata          | 19 282 | 34,45 / 100,00  | 1,39 |
|                         | Partido Socialista                | 18 459 | 32,98 / 100,00  | 9,82 |
|                         | Coligação Democrática Unitária    | 12 122 | 21,66 / 100,00  | 6,73 |
|                         | Centro Democrático e Social       | 1 276  | 2,28 / 100,00   | 0,36 |
|                         | Partido da Solidariedade Nacional | 1 130  | 2,02 / 100,00   | Novo |
|                         | Partido Socialista Revolucionário | 925    | 1,65 / 100,00   | 1,17 |
|                         | PCTP/MRPP                         | 889    | 1,59 / 100,00   | 1,07 |
|                         | Outros                            | 769    | 1,37 / 100,00   |      |
| Votos Inválidos         | Votos Inválidos                   | 1 125  | 2,01 / 100,00   | 0,43 |
| Total                   | Total                             | 55 977 | 100,00 / 100,00 |      |
| Eleitorado/Participação | Eleitorado/Participação           | 79 674 | 70,26 / 100,00  | 3,73 |